# Eurytion metopias
Eurytion metopias är en mångfotingart som först beskrevs av Carl Graf Attems 1903.  Eurytion metopias ingår i släktet Eurytion och familjen storjordkrypare. Inga underarter finns listade i Catalogue of Life.